# تاتسویا ساکای
تاتسویا ساکای (ژاپنی: 坂井 達弥؛ زادهٔ ۱۹ نوامبر ۱۹۹۰) یک بازیکن فوتبال اهل ژاپن است. وی در تیم ملی فوتبال ژاپن بازی کرده است.